# Мафалда Афонсу
Мафа́лда Афонсу (порт. Mafalda Afonso; 1153 — після 1162) — португальська інфанта. Представниця португальського Бургундського дому.
Народилася в Коїмбрі, Португалія. Четверта дитина і третя донька португальського короля Афонсу I та Матильди Савойської, дочки савойського графа Амадея III. У січні 1160 року за результатом домовленостей між батьком-королем та барселонським графом Рамоном IV заручилася із сином останнього, барселонським 4-річним принцом Альфонсо II, майбутнім королем Арагону. Після смерті Рамона IV влітку 1162 року леонський король Фернандо II переконав вдову барселонського графа, арагонську королеву Петронілу скасувати заручини з Мафалдою й узяти майбутньою нареченою для її сина Санчу, дочку Альфонсо VII. Скасування заручин не зіпсувало португальсько-арагонських відносин — брат Мафалди, майбутній португальський король Саншу I одружився із Дульсою Арагонською, сестрою Альфонсо ІІ. Померла після 1162 року в Коїмбрі.

## Сім’я
- Батько: Афонсу I (1109—1185) — король Португалії (1139—1185).
- Матір: Матильда Савойська (1125—1157) — дочка Амадея III, графа Савойського.
- Брати:
  - Енріке (1147—1155) — португальський інфант; помер у дитинстві.
  - Саншу I (1154—1211) — король Португалії (1185—1211).
  - Жуан (1156—1164) — португальський інфант; помер у дитинстві.
- Сестри:
  - Уррака (1148—1211) — королева Леону.
  - Тереза (1151—1218) — графиня Фландрії, герцогиня Бургундії.
  - Санша (1157—1166/1167) — португальська інфанта; померла в дитинстві.